# Eredità sepolta
Eredità sepolta (선산?, SeonsanLR; lett. "La tomba di famiglia") è una serie televisiva sudcoreana distribuita su Netflix il 19 gennaio 2024, tratta dall'omonimo webtoon di Kang Tae-kyung.

## Trama
La docente universitaria Yoon Seo-ha apprende con sorpresa della morte dell'ormai dimenticato zio paterno, che la rende l'unica erede della tomba di famiglia e riporta alla mente il ricordo di come suo padre avesse abbandonato Seo-ha e sua madre. Al funerale, il suo fratellastro Kim Young-ho pretende che Seo-ha condivida con lui l'eredità, richiesta che scatena una serie di eventi nefasti che le causano disagio. Nel frattempo, il detective della polizia Choi Sung-jun scopre che l'omicidio dello zio non è ciò che sembra, ma l'indagine non è facile da portare avanti e conduce a numerosi vicoli ciechi.

## Personaggi e interpreti
- Yoon Seo-ha, interpretato da Kim Hyun-joo
- Choi Sung-jun, interpretato da Park Hee-soon
- Park Sang-min, interpretato da Park Byung-eun
- Kim Young-ho, interpretato da Ryu Kyung-soo

## Riconoscimenti
- Baeksang Arts Award[3]
  - 2024 – Candidatura Miglior attore di supporto a Ryu Kyung-soo